# San Antero (Córdoba)
San Antero es un municipio ubicado en la costa norte de Colombia, en el departamento de Córdoba, aproximadamente a 75 km de su capital (Montería), sobre la vía que conduce a los municipios de Coveñas y Tolú. Se encuentra entre los 5 y los 47 metros sobre el nivel del mar, posee un suelo quebrado y una economía mixta cuya principal fuente de ingresos la constituyen la agricultura y la ganadería, la pesca y el turismo. 
Posee una amplia zona estuarina, la cual es una de las más importantes del país y de Latinoamérica ya que es algunos de los pocos lugares en los que crecen 5 tipos de manglar diferentes (Avicennia germinans, Conocarpus erecta, Laguncularia racemosa, Pelliciera rhizophorae, Rhizophora mangle), esta zona estatuarina es el hábitat de muchas especies, lo cual también lo hace un municipio rico en flora y fauna.
El Municipio de San Antero esta en la parte norte del departamento de Córdoba, a orillas del Mar Caribe, en la desembocadura del Río Sinú.
Fue fundado el 3 de enero de 1647 (378 años)
Su territorio es ondulado, variando desde los 5 m s. n. m. en la zona de playas hasta los 55 m s. n. m., su temperatura promedio es de 33 °C.
En la Bahía de Cispatá se encuentran playas de Arena Blanca, así como bosques de manglar con gran diversidad de flora y de fauna.
Una característica que hace especial a San Antero, es ser el único municipio de Colombia con delfines costeros, encontrándose dos especies: el Delfín rosado, el mismo que se halla en el Río Amazonas y el Delfín gris. También se encuentra una especie de hicoteas solo vistas en este municipio (las tortugas albinas).
La economía de San Antero está basada en la Agricultura, la Ganadería y la Piscicultura.

## División Político-Administrativa
Además de su Cabecera municipal. San Antero tiene bajo su jurisdicción los siguientes Centros poblados:
- Bernardo Escobar
- Bijaito
- Calao
- Cispatá
- El Naranjo
- El Porvenir
- El Progreso
- Grau
- La Bonguita
- La Parrilla
- Las Nubes
- Leticia
- Miriam Pardo
- Naranjo I
- Nuevo Agrado
- Playa Blanca
- Punta Bolívar
- San José
- San Martín I y II
- Santa Cruz
- Santa Rosa del Bálsamo
- Tijeretas

## Historia

### Descubrimiento y Conquista
El Territorio de San Antero tuvo como primeros pobladores a un grupo de indígenas Finzenú pertenecientes a la cultura Zenú y a la familia lingüística de los Caribes; estos habitaron el territorio que hoy conforma el casco urbano del Municipio, la bahía de Cispatá y las riberas y desembocadura del río Sinú. Para ese entonces la bahía de Cispatá y sus alrededores, por su posición, se convirtió en una zona de confluencias, de intercambios étnicos y culturales, de tal manera que cuando llegaron los primeros conquistadores, lo hicieron temporalmente por esta región, encontrando un grupo de habitantes indígenas en su mayoría pacíficos.
Aunque la historia poco lo registra, el primer europeo en pisar estas tierras fue Alonso de Ojeda en 1499, procedente de Cartagena de Indias; de igual manera Rodrigo de Bastidas lo hizo en 1501 al mando de una expedición para determinar las características de la zona, descubriendo la desembocadura del río Sinú, por lo cual en el año 1534 penetran las tropas de don Alonso de Heredia, teniente gobernador y hermano mayor de Don Pedro de Heredia, fundador de Cartagena.

### Fundación
Después de esta incursión, don Diego de Corbella, integrante de la primera armada de los hermanos Heredia, funda la población con el nombre de a Santero, llamado así por el nombre de sus cerros, a tres kilómetros aproximadamente de la desembocadura del río Sinú en la bahía de Cispatá, en una fecha la cual se debe investigar de mejor forma, ya que la estipulada como el 3 de enero de 1647 es imposible, pues para esa época Corbella debía tener más de 120 años de edad, ya que él llega con Pedro de Heredia en el año 1532; sumado a esto, en muchos archivos históricos aparece como encomendero posterior a Corbella don Pedro de Barros en el año 1590, por lo que se puede presumir que la fundación del pueblo debió darse mucho antes. Se puede estimar que la fundación de San Antero, se dio entre los años 1535 y 1540, teniendo en cuenta la cercanía con Santiago de Tolú, el cual es fundado por Don Alonso de Heredia en el año 1534 con el nombre de Puerto de la Villa de Tolú.
Posteriormente y de manera coincidencial, el 3 de enero de 1777, el pueblo es refundado por Antonio de la Torre y Miranda, el cual cumplía una orden del gobernador de Cartagena de Indias, Don Juan de Torrezar Díaz Pimienta; en esta refundación, de la Torre reorganiza la población, en la cual repartió 98 solares entre 98 familias, las cuales sumaban en total 488 personas; aquí, De La Torre cambia el nombre de Santero por San Antero, en honor a un Papa griego que llegó al trono de San Pedro en el año 235 después de la muerte de Ponciano. Cabe destacar que los restos fúnebres de San Antero reposan en el panteón de Bruselas en Bélgica. 

### Modernidad
En el trasegar de San Antero, han ocurrido hechos trascendentales en la historia de nuestra comunidad como fueron: la llegada por accidente del alemán Alejandro Voll Humbolldt el 20 de marzo de 1801, cuando su embarcación quedó atascada en los terraplenes de la desembocadura del río Sinú , por lo que permaneció dos días en estas tierras, los cuales utilizó para realizar observaciones a su flora y fauna, lo cual aparece registrado en una carta que le envía a su hermano mayor Wilhelm Humboldt, desde Cartagena el 1 de abril de 1810.
También cabe destacar la gloriosa Combate de Cispatá, ocurrida el 26 de noviembre de 1812 en la bahía del mismo nombre, donde los hermanos José Prudencio Padilla y José Antonio Padilla Segura, oriundos de Riohacha, encabezaron el triunfo de las tropas criollas bajo el mando del comandante Pedro Duplin quien hacía parte de la Marina Revolucionaria, bajo el mando del Teniente de Navío Rafael Tono donde sobresalían el Bergatin “Independiente”, las goletas “Constitución”, “Valerosa Momposina”, el Farucho “Fogoso” y las lanchas “Bombarda”, “Concepción” y “Mi Comicona"
Durante el siglo XIX los Estados Unidos de Colombia estaba dividido en 9 estados federales; el Estado Soberano de Bolívar comprendía extensas provincias, entre ellas la provincia del Sinú cuya capital era Lorica, y San Antero figuraba como aldea cuyo territorio estaba repartido en estancias y hatos esclavistas donde sobresalía la Finca Amaya y Zapote de propiedad del padre Esteban Amaya, las cuales abarcaba los territorios donde se encontraba el Puerto de Amaya.

## Aspectos físicos
Geografía 
Descripción Física:
Está localizado en la región del bajo Sinú, en la parte Norte del departamento. El Municipio se encuentra localizado en la región del bajo Sinú y pegado a la costa del Mar Caribe. Es una zona cálida y de tierras fértiles para la agricultura. La principal característica del territorio de San Antero es que es bastante irregular, debido a su topografía quebrada y ondulada especialmente en el casco urbano, que va desde los 25 hasta los 55 metros aproximadamente. La zona costera, manglárica y de playas se encuentra a muy poca altitud, siendo el promedio igual a 5 metros. Las características del territorio son excepcionales comparado con otros municipios, por su ubicación geográfica y la belleza de sus playas y manglares que forman parte de su área circundante.
- Límites del municipio: Limita por el sur con los municipios de Purísima y Lorica; al este con el departamento de Sucre y por el oeste con el municipio de San Bernardo del Viento.

- Extensión total: El municipio de tiene una extensión de 205 km²

- Extensión área urbana:  El 20% de la extensión total del municipio se encuentra en la zona urbana, es decir, 38.2 kilómetros cuadrados km²

- Extensión área rural: 80% de la extensión total del municipio pertenece a la zona rural, es decir, 152.8 kilómetros cuadrados. la longitud costera de San Antero, está comprendida por la zona de manglar con una extensión de 36.7 kilómetros, al noroeste del municipio, y por la km²

- Altitud de la cabecera municipal: 47 metros sobre el nivel del mar

- Temperatura media: Posee un clima cálido, 28 grados centígrados, refrescado por los vientos que soplan del mar.°C

- Distancia de referencia: Está ubicado a 80 Kilómetros de la ciudad de Montería, capital del departamento de Córdoba

## Ecología
Entre las principales arterias fluviales que irrigan la geografía del municipio están: el río Sinú, los arroyos San Diego, San Miguel, El Campano, Arroyo Grande, Bijaito, etc. El territorio que constituye el municipio se puede decir que tiene una topografía plana en sentido general. Si posee algunas elevaciones no son sino vestigios o rezagas de la Serranía de las Palomas..

## Economía
La principal actividad económica es la agricultura, los productos agrícolas que se cultivan en la región son: el maíz, el arroz, el coco, los tubérculos, etc siguiéndole siguiendo en orden de importancia la segunda actividad económica en nivel de importancia del municipio es la Ganadería, y luego la Pesca, el comercio y la actividad turística, ya que en San Antero aproximadamente 1135 personas dependen de las Temporadas Turísticas y no podemos dejar a un lado el gremio de Artesanos que son aproximadamente 30 familias que se dedican a esta actividad.

## Vías de comunicación
Terrestres:
La red vial de San Antero se encuentra discriminada por vías secundarias y caminos que conectan el sector urbano con las diferentes localidades de la zona rural. Las vías que comunican a San Antero con el resto del territorio municipal se encuentran en buen estado puesto que a la gran mayoría de estas se le ha hecho mantenimiento y algunas han sido rehabilitadas. Estas vías se componen de 38.9 km. construidos en material común y en material seleccionado afirmado.
Las características propias de la topografía del Municipio y su regular estado dificultan el transporte, limitando el tránsito de vehículos y pasajeros, sobre todo hacia la zona oriental donde se encuentra la zona más importante de producción agropecuaria, esta circunstancia trae consigo altos costos recuperación en el transporte vehicular y por ende encarecimiento de los productos agrícolas en perjuicio del pequeño, mediano productor y el consumidor final.
La red principal y la más densa se encuentra en el sector del centro donde las vías secundarías se ramifican hacia la parte oriental y occidental del Municipio a partir de la vía que conduce a Cispatá y Playa Blanca, que se encuentra pavimentada en su totalidad y en buen estado.

## Eventos y festividades
Festival del camarón
Festival del Burro

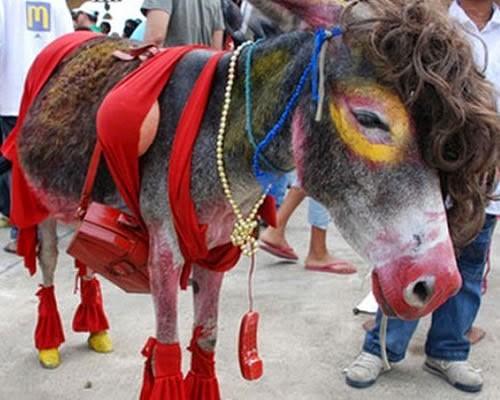
Desfile de Burros Disfrazados

El origen del festival es religioso: a principios del siglo XX se decidió ajusticiar, durante el Sábado Santo, una representación de Judas que se paseaba en el pueblo montado sobre un burro. El escarnio concluía en una hoguera, donde era quemado por la infinita vergüenza de haber traicionado a Cristo. Con el tiempo, el ritual se transformó en la toma cultural que desde hace dos décadas se desborda en San Antero.
Aparte de ser un emblema del Caribe colombiano, que le sirve al campesino sin chistar, aunque de vez en cuando rebuzne, el burro marca el humor y la cultura del pueblo. Según la profesora Maribel Leguízamo, no es extraño descubrir que algunos burros respondan al nombre de un vecino o de un amigo. De hecho, si alguien “bautiza” a un burro con el nombre de su novio, es para acordarse de él cada vez que llame al burro.
Durante una caminata por la playa que se extiende junto a la bahía de Cispatá, la profesora Leguízamo y el profesor Jesús España me hablaron de Alcides Anaya. Fue cuando empezó el misterio que me hizo suponerlo en todos los que montaban un burro. Un misterio semejante al de Juanita, la burra a la que todos consienten sin permitir que trabaje. Si Anaya se multiplicaba en cualquier jinete que veía en San Antero, con Juanita sucedía lo mismo cada vez que en el tumulto veía pasar una burra. Me pregunté si tendría parientes lejanos en Córdoba (Argentina), donde una canción advierte: “No lo apures / Total no tiene apuro / Mi burrito cordobés”.

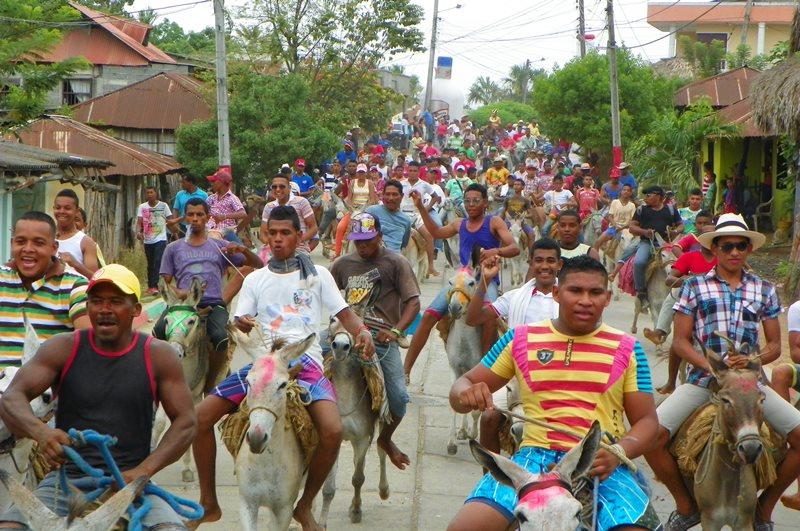
Burralgata por calles de San Antero

San Antero es la cuna del Festival Nacional del Burro, una tradición donde se refleja la alegría del ser costeño y las tradiciones únicas del lugar, con desfiles de burros disfrazados, concurso y comparsas.
El Festival se celebra cada año en el mes de marzo por los campesinos de la región, quienes exaltan la labor del burro como un animal trabajador y pieza clave en su trabajo, como su fiel compañero.
Este encuentro honra la alegría del ser costeño, quienes disfrazan los burros con sombreros, pañolones, vestidos y colorido premiando al mejor burro disfrazado. Igualmente, el Festival es destacado por quemar un muñeco que hace alusión a Judas Iscariote, a comienzos del siglo XX este festival se representaba únicamente con la ceremonia del muñeco sobre un burro que después de una procesión era quemado por haber traicionado a Cristo. Hoy en día, este festejo se relaciona con diversas actividades siendo una muestra cultural de los cordobeses.

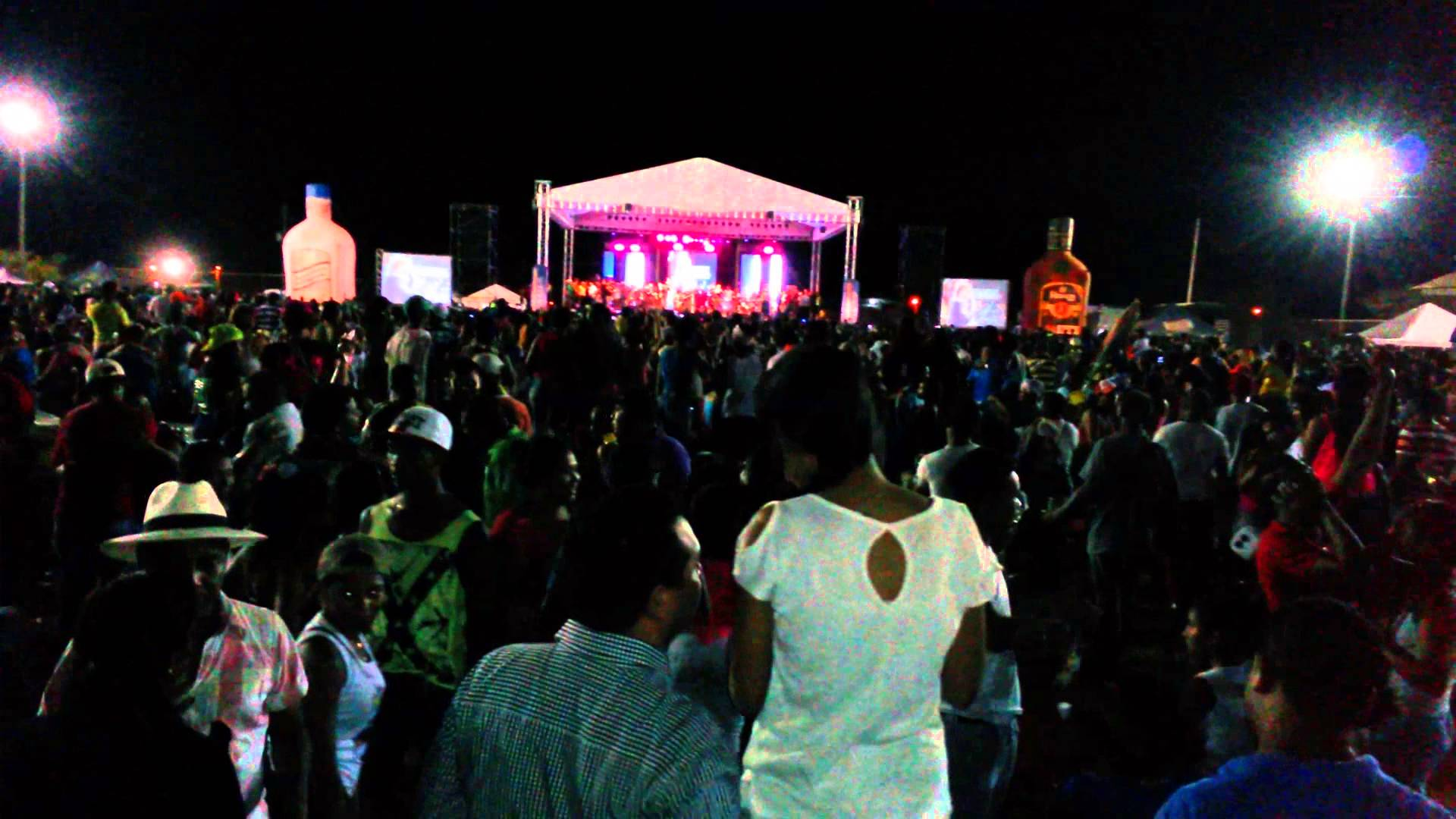
Noche de Concierto

Entre concursos de danzas y comparsas, representaciones folclóricas, los denominados gritos de monte, una comunicación típica de los campesinos y agricultores quienes gritan y silban, realizan cantos de vaquería, bandas de viento, pitos y tambores, y la recreación de imitadores quienes hacen sonidos de burros y animales.
El Festival del Burro, concede la corona al rey y la reina burros cada año, quienes son premiados como las mejores burras y sus pollinos. Una particularidad en esta celebración, es que cada uno de los burros es bautizado con el nombre de algún vecino, amigo o familiar, esto con el fin de darle el toque de humor que representa la cultura del Caribe colombiano.
Este festival acoge a turistas nacionales y extranjeros quienes por años han participado ya sea con sus animales o como espectadores. Una muestra cultural colombiana que vale la pena conocer y disfrutar.
El 16 de julio
En honor a la Virgen del Carmen, patrona de San Antero.
El 19 de marzo
En honor a San José

## Multimedia
Himno
Autor: Cristóbal Correa
Coro
Llevó la raza del indio Caribe
El que luchó por su tierra natal,
que el progreso y la igualdad nos guíen,
todos unidos lo podemos lograr.
I
Un coral Caribe paisaje sin igual,
Así eres mi pueblo pintura del creador.
Un cuadro en que viven amor y amistad
Como un manantial de cultura y folclor.
II
Toda esa historia y costumbres perdidas
bajo tu cielo vamos a rescatar
con el coraje de mi raza mestiza
empuja mi sangre como ola en el mar.
III
Pasa un velero vigilando tu bahía,
su alto faro simboliza libertad.
José Padilla luchó con hidalguía,
con los españoles allá en Cispatá
IV
Amo el petróleo de mi Colombia
que en grandes barcos se va a pasear
solito me quedo aquí con mi gloria,
que son mis burritos en su festival.
V
Con temple revivo viejas añoranzas
que con arduas luchas vamos a lograr
ya por los aires entre equilibrio y trinos
vuelven alcatraces en ritual de paz.
VI
Vete campesino hacia tu labranza
ya el pescador se lanzó a la mar,
eres mi San Antero honra y esperanza
los ecos lo cantan por todo el manglar.
VII
Te amo, mi pueblo, igual que a mi Colombia,
Defenderte siempre es mi meta final;
Que lindo orgullo eres mi pueblo
Qué alegría poderte siempre representar.

## Servicios públicos
- Energía Eléctrica: Afinia, del grupo EPM, es la empresa prestadora del servicio de energía eléctrica.
- Gas Natural: Surtigas es la empresa distribuidora y comercializadora de gas natural en el municipio.